# Organizzazione internazionale del caffè
L'Organizzazione internazionale sul caffè (International Coffee Organization), sigla ICO, costituita nel 1963 a Londra, è stata avviata in collaborazione con l'ONU per migliorare la cooperazione tra i paesi che producono, distribuiscono e consumano caffè.

## Storia
Con l'Accordo internazionale del caffè (International Coffee Agreement) approvato presso la sede delle Nazioni Unite a New York il 28 settembre 1962, 26 paesi esportatori e 12 paesi importatori hanno costituito l'Organizzazione internazionale del caffè, con effetto definitivo dal 27 dicembre 1963, depositato presso il Segretario generale delle Nazioni Unite con il n. 6791 del 1º luglio 1963.
L'Accordo è stato rinegoziato nel 1968, 1976, 1983, 1994, 2001. L'Accordo più recente è stato sottoscritto il 28 settembre 2007 ed è entrato in vigore il 2 febbraio 2011.

## Finalità
L'Organizzazione internazionale del caffè sostiene i produttori per lo sviluppo sostenibile e tecnologico delle loro attività che, allo stesso tempo, permette di ridurre la povertà nei paesi in via di sviluppo. Pertanto aiuta i piccoli produttori a progettare strategie tra di loro e creare cooperative. D'altra parte, migliora la qualità del caffè e rende più trasparente il mercato pubblicando tabelle che incrociano informazioni veritiere. Inoltre, fornisce aiuti amministrativi ai produttori.

## Membri
Dopo il ritiro dell'Uganda – 2 febbraio 2022 – i paesi membri dell'Organizzazione sono 49 (42 esportatori, 7 importatori) e rappresentano il 93% della produzione e il 64% del consumo mondiali.
Il Governo degli Stati Uniti, che ha partecipato alla costituzione dell'ICO sin dal 1963, ha deciso di recedere dall'Organizzazione con effetto dal 3 giugno 2018.

### Paesi esportatori
- Angola
- Bolivia
- Brasile
- Burundi
- Camerun
- Rep. Centrafricana
- Colombia
- RD del Congo
- Costa d'Avorio
- Costa Rica
- Cuba
- Ecuador
- El Salvador
- Etiopia
- Filippine
- Gabon
- Ghana
- Honduras
- India
- Indonesia
- Kenya
- Liberia
- Madagascar
- Malawi
- Messico
- Nepal
- Nicaragua
- Nigeria
- Panama
- Papua Nuova Guinea
- Perù
- Ruanda
- Sierra Leone
- Tanzania
- Thailandia
- Timor Est
- Togo
- Uganda
- Venezuela
- Vietnam
- Yemen
- Zambia
- Zimbabwe

### Paesi importatori
- Giappone
- Norvegia
- Regno Unito
- Russia
- Svizzera
- Tunisia
- Unione europea

## Organizzazione

### Consiglio internazionale del caffè
Il Consiglio è la massima autorità dell'Organizzazione ed è composto da rappresentanti di ciascun paese membro; si riunisce a marzo e settembre di ogni anno per discutere le questioni relative al caffè, approvare documenti strategici e decidere sulle raccomandazioni degli organi consultivi e dei comitati.

### Conferenza mondiale sul caffè
Si riunisce ogni quattro o cinque anni, con l'obiettivo di contribuire al raggiungimento degli obiettivi dell'Accordo. Il Consiglio decide il titolo, l'oggetto e la tempistica della Conferenza, di concerto con il Comitato consultivo del settore privato.

### Forum consultivo sulla finanza del settore caffeario
Il Forum consultivo facilita le consultazioni su argomenti relativi alla finanza e alla gestione del rischio nel settore del caffè, con particolare attenzione alle esigenze dei piccoli e medi produttori e delle comunità locali nelle aree di produzione del caffè.

### Comitato consultivo del settore privato
È composto da otto rappresentanti del settore privato dei paesi esportatori e da otto dei paesi importatori. Esamina vari aspetti tra cui l'aumento del valore e del consumo mondiale di caffè; la comunicazione efficace sul caffè, lo sviluppo sostenibile del settore caffè, i problemi di sicurezza alimentare, la qualità e filiera del caffè.

### Comitato dei progetti
Formula raccomandazioni al Consiglio su tutte le questioni relative alla presentazione, valutazione, approvazione e finanziamento dei progetti, nonché alla loro attuazione e valutazione.

### Comitato per la promozione e lo sviluppo del mercato
Formula raccomandazioni al Consiglio sulla promozione del consumo di caffè e sulle questioni di sviluppo del mercato, compresi i piani di sviluppo e la promozione del consumo, l'analisi di nuove proposte e le modalità di finanziamento delle attività.

### Comitato finanziario e amministrativo
Presenta raccomandazioni al Consiglio su questioni finanziarie e amministrative dell'Organizzazione, compresa l'approvazione del bilancio annuale e dei conti.

### Comitato di statistica
Formula raccomandazioni al Consiglio su questioni statistiche, comprese le informazioni sulla produzione mondiale, i prezzi, le esportazioni, le importazioni e le riesportazioni, la distribuzione e il consumo di caffè; indicatore dei prezzi; scorte e conformità nel fornire informazioni statistiche.

### Segretariato
Il capo delle operazioni e il capo delle finanze e dell'amministrazione sono responsabili dei progetti, delle statistiche, dell'informazione e della finanza. In ciascuna di queste aree, i funzionari internazionali, qualii economisti, statistici e personale di supporto, sono incaricati della supervisione quotidiana del programma di attività.

### Direttore esecutivo
Il Direttore esecutivo, nominato dal Consiglio, è il capo dei servizi amministrativi dell’Organizzazione ed è responsabile dell'espletamento delle
funzioni che gli competono nel quadro della gestione dell'accordo.